# Еміль Роні Бакаль
Еміль Роні Бакаль (6 жовтня 1987) — конголезький плавець.
Учасник Олімпійських Ігор 2004, 2008, 2012 років.